# Ботанічне товариство Америки
Ботанічне товариство Америки (BSA) представляє професіоналів та аматорів ботаніків, дослідників, викладачів та студентів у понад 80 країнах світу.

## Історія
Товариство було засноване у 1893 році як результат зустрічі членів Ботанічного клубу Американської асоціації з розвитку науки у Рочестері 22 серпня 1892 року. Організаційними принципами товариства було посилення вивчення рослин у Північній Америці та професіоналізація таких зусиль. У 1906 році організація об'єдналася з Товариством морфології та фізіології рослин та Американським мікологічним товариством.

## Секції
Товариство має 16 секцій:
- Бріологія та ліхенологія
- Біологія розвитку та структурна біологія
- Екологія
- Економічна
- Генетика рослин
- Історія ботаніки
- Мікробіологія
- Мікологія
- Палеоботаніка
- Альгологія
- Фізіологія рослин
- Фітохімія
- Секція папоротеподібних
- Систематика
- Освіта
- Тропічна біологія

## Президенти товариства
- Треліс Вільям - директор Міссурійського ботанічного саду, перший президент товариства
- Натаніель Лорд Бріттон - співзасновник Нью-Йоркського ботанічного саду
- Маргарет Клей Фергюсон - завідувач кафедри ботаніки у коледжі Веллслі та перша жінка президент товариства[10]
- Вільям Френсіс Ганонг - професор ботаніки коледжу Сміт, історик та картограф Нью-Брансвіка
- Альберт Спір Гічкок - головний ботанік Міністерства сільського господарства США
- Вільям Чемберс Кокер - засновник дендрарію Coker Arboretum Університету Північної Кароліни в Чапел-Гілл
- Катерина Езау - ботанік, нагороджена Національною науковою медаллю США
- Вернон Чідл - ректор Університету Каліфорнії у Санта-Барбарі
- Джордж Ледьярд Стеббінс − еволюційний біолог Університету Каліфорнії у Девісі
- Пітер Рейвен - директор Міссурійського ботанічного саду
- Лорен Різеберг - професор ботаніки Університету Британської Колумбії

## Публікації товариства
Товариство видає такі наукові журнали:
- American Journal of Botany, з 1914
- Plant Science Bulletin, з 1955
- Applications in Plant Science [Архівовано 16 лютого 2022 у Wayback Machine.], з 2009